# Selenicereus anthonyanus
Selenicereus anthonyanus es una especie de planta fanerógama de la familia Cactaceae. 

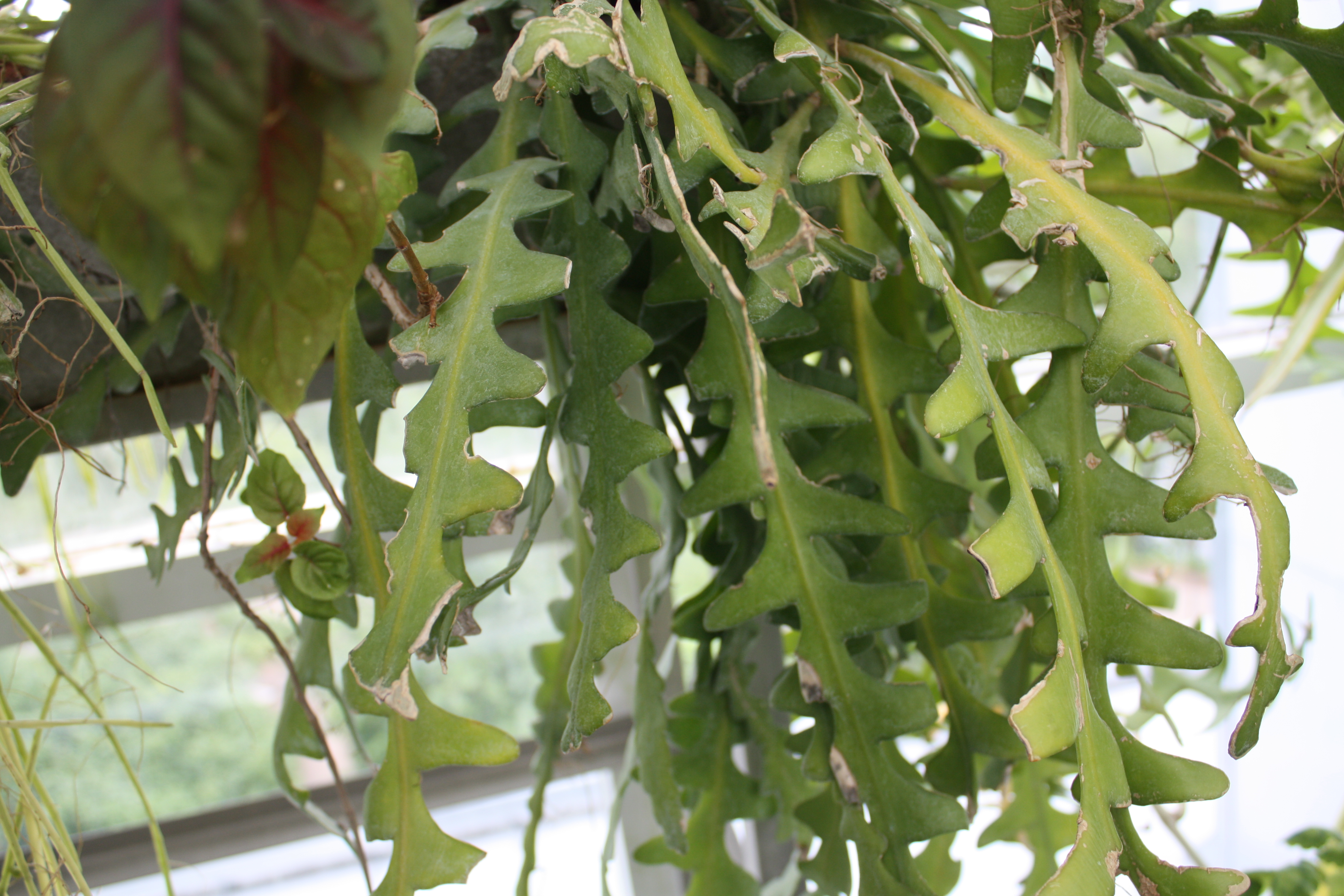
Detalle de las hojas

## Descripción
Selenicereus anthonyanus es una planta trepadora con mechón insertado y ramas aplanadas de color verde brillante que miden de hasta 1 metro (y más). Las fragantes flores miden de 10 a 12 cm de largo y puede alcanzar diámetros de 15 a 17 centímetros. Las brácteas exteriores son de color púrpura. Las brácteas interiores son ascendentes, de color crema y flores con la garganta amarilla hacia fuera. Las frutas son redondas u ovales y de hasta 6 cm. Ellos están llenos de aréolas espinosas, que caen al madurar.

## Distribución y hábitat
Selenicereus anthonyanus se encuentra en el sur de México en los estados de Chiapas, Oaxaca, Tabasco y Veracruz. 

## Taxonomía
La especie fue descrita iniciamente como Cryptocereus anthonyanus por Edward Johnston Alexander y publicado en Cactus and Succulent Journal 22(6): 165–166, f. 64–69, en 1950, actualmente es tanto un sinónimo como el basónimo de esta; y ulteriormente sería transferida al género Selenicereus por David Richard Hunt en Bradleya; Yearbook of the British Cactus and Succulent Society 7: 93, en 1989.

#### Etimología
Ver: Selenicereus
anthonyanus: epíteto nombrado en honor de Harold E. Anthony, quien descubrió la especie en 1950.